# El Popola Ĉinio
Het Esperantotijdschrift El Popola Ĉinio komt uit China en werd vanaf mei 1950 gepubliceerd. Het werd uitgegeven in meer dan 150 landen en landstreken, rijk geïllustreerd en geroemd door lezers als mooiste tijdschrift van Esperantujo (dat wil zeggen van Esperantoland).
In het jaar 2000 werd de papieren versie vervangen door de internetversie, die de stijl en het karakter van de papieren versie behield. Op die manier kon men het onder de aandacht brengen van China en zijn politiek, economie, onderwijs, geneeskunde, sport, toerisme, archeologie, traditionele cultuur, volksleven, wetenschap, techniek e.d. voortzetten. Daarbij heeft het ook speciale thema's, bijvoorbeeld 'Minderheden van China', 'Tibet', 'UK's', 'Cultureel erfgoed van China' en andere.
Op de website van El Popola Ĉinio bevindt zich een speciaal ontworpen platform voor lezers, wier werken, suggesties en kritieken voor het internettijdschrift altijd welkom zijn.